# Conilorpheus herdmani
Conilorpheus herdmani là một loài chân đều trong họ Cirolanidae. Loài này được Stebbing miêu tả khoa học năm 1905.